# Пілцвілл (Монтана)
Пілцвілл (англ. Piltzville) — переписна місцевість (CDP) в США, в окрузі Міссула штату Монтана. Населення — 372 особи (2020).

## Географія
Пілцвілл розташований за координатами 46°51′17″ пн. ш. 113°51′9″ зх. д. / 46.85472° пн. ш. 113.85250° зх. д. (46.854597, -113.852546).  За даними Бюро перепису населення США в 2010 році переписна місцевість мала площу 1,82 км², з яких 1,82 км² — суходіл та 0,00 км² — водойми. В 2017 році площа становила 1,94 км², з яких 1,94 км² — суходіл та 0,00 км² — водойми.

### Клімат
| Клімат : Пілцвілл     | Клімат : Пілцвілл | Клімат : Пілцвілл | Клімат : Пілцвілл | Клімат : Пілцвілл | Клімат : Пілцвілл | Клімат : Пілцвілл | Клімат : Пілцвілл | Клімат : Пілцвілл | Клімат : Пілцвілл | Клімат : Пілцвілл | Клімат : Пілцвілл | Клімат : Пілцвілл | Клімат : Пілцвілл |
| Показник              | Січ.              | Лют.              | Бер.              | Квіт.             | Трав.             | Черв.             | Лип.              | Серп.             | Вер.              | Жовт.             | Лист.             | Груд.             | Рік               |
| Середній максимум, °C | −1,1              | 2,8               | 7,8               | 13,9              | 18,9              | 23,3              | 29,4              | 28,3              | 22,2              | 13,9              | 4,4               | −0,6              | 13,3              |
| Середній мінімум, °C  | −9,4              | −6,7              | −3,3              | 0,0               | 3,9               | 7,8               | 10,0              | 9,4               | 5,0               | 0,0               | −4,4              | −8,3              | 0,0               |
| Норма опадів, мм      | 28                | 20                | 23                | 28                | 46                | 51                | 23                | 28                | 28                | 23                | 25                | 28                | 345               |
| --------------------- | ----------------- | ----------------- | ----------------- | ----------------- | ----------------- | ----------------- | ----------------- | ----------------- | ----------------- | ----------------- | ----------------- | ----------------- | ----------------- |
| Джерело: Weatherbase  |                   |                   |                   |                   |                   |                   |                   |                   |                   |                   |                   |                   |                   |

## Демографія
Згідно з переписом 2010 року, у переписній місцевості мешкало 395 осіб у 158 домогосподарствах у складі 111 родини. Густота населення становила 217 осіб/км².  Було 162 помешкання (89/км²).
Расовий склад населення:
| - 93,9 % — білих - 3,0 % — корінних американців - 1,3 % — осіб інших рас |

До двох чи більше рас належало 1,8 %. Частка іспаномовних становила 2,5 % від усіх жителів.
За віковим діапазоном населення розподілялося таким чином: 23,5 % — особи молодші 18 років, 62,6 % — особи у віці 18—64 років, 13,9 % — особи у віці 65 років та старші. Медіана віку мешканця становила 41,2 року. На 100 осіб жіночої статі у переписній місцевості припадало 111,2 чоловіків;  на 100 жінок у віці від 18 років та старших — 106,8 чоловіків також старших 18 років.
Середній дохід на одне домашнє господарство  становив 57 558 доларів США (медіана — 55 521), а середній дохід на одну сім'ю — 61 635 доларів (медіана — 55 885). За межею бідності перебувало 13,1 % осіб, у тому числі 14,7 % дітей у віці до 18 років та 14,7 % осіб у віці 65 років та старших.
Цивільне працевлаштоване населення становило 262 особи. Основні галузі зайнятості: освіта, охорона здоров'я та соціальна допомога — 35,5 %, роздрібна торгівля — 23,7 %, мистецтво, розваги та відпочинок — 16,4 %, сільське господарство, лісництво, риболовля — 9,9 %.